# Kartri

En ritning av en vajra-kartri

En kartri är inom tibetansk buddhism en kurvig kniv med en vajra i änden av handtaget. Knivarna är kända som "dakinernas knivar" och i avbildningar av dakiner med katror hålls katran i höger hand. Dakinerna sägs använda knivarna för att avsvärja demoner och negativa krafter. Knivarna sägs även förinta stolthet, hat, avundsjuka, begär, ignorans, brist på tro, brist på engagemang, distraktion och uttråkning. Således kan kniven sägas representera prajnaparamita och sunyata.
Det förekommer även att manliga tantriska gudar avbildas med en kartri. Kartror används även av tibetanska buddhistiska utövare, i tantriska ritualer.